# Arnič
Arnič je redkejši priimek v Sloveniji, ki ga je po podatkih Statističnega urada Republike Slovenije na dan 1. januarja 2010 uporabljalo 29 oseb in je med vsemi priimki po pogostosti uporabe uvrščen na 10.591. mesto.

## Znani nosilci priimka
- Blaž Arnič (1901—1970), skladatelj, prof. AG
- Blaženka Arnič-Lemež (*1947), glasbenica (skladateljica, piansitka, pedagoginja)
- Jernej Arnič, violinist
- Kristina Arnič, pianistka
- Lovrenc Arnič (*1943), dirigent, umetniški vodja